# Nikolaj Semjonov

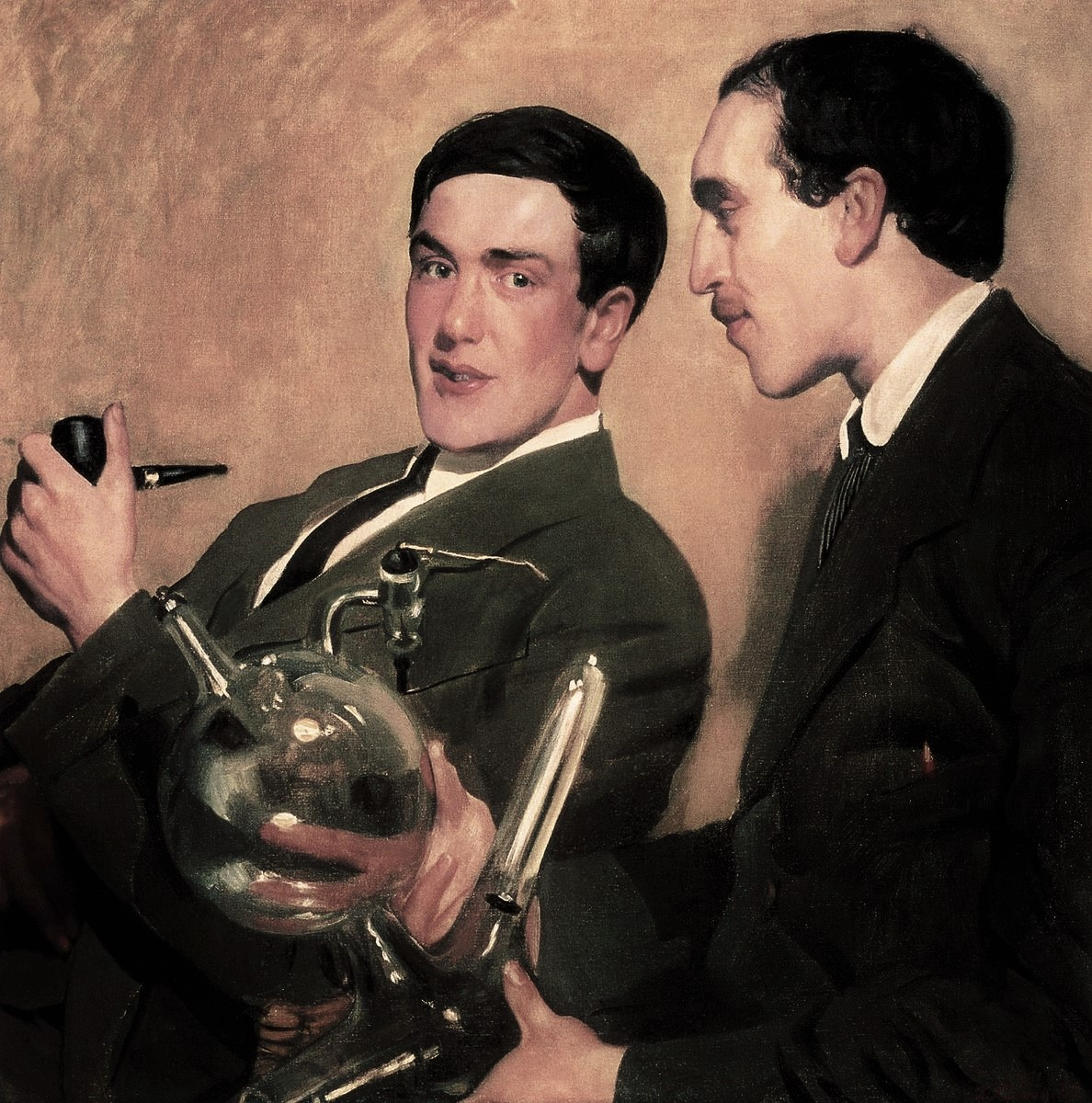
Semyonov (rechts) en Kapitsa, door Boris Koestodiev (1921).

Nikolaj Nikolajevitsj Semjonov (Russisch: Николай Николаевич Семёнов) (Saratov, 15 april [O.S. 3 april] 1896 – Moskou, 25 september 1986) was een Russische natuur- en scheikundige. In 1956 won hij de Nobelprijs voor de Scheikunde voor zijn verrichtingen op het gebied van het mechanisme van een chemische transformatie.

## Biografie
Semjonov werd in Saratov geboren als zoon van Nikolai Alex en Elena (Dmitrieva) Semjonov. Hij studeerde aan de faculteit natuurkunde van de Staatsuniversiteit van Petrograd (1913-1917), waar hij een student was van Abram Joffe. In 1918 ging hij naar Samara waar hij terechtkwam in het Witte Leger van Aleksandr Koltsjak tijdens de Russische Burgeroorlog.
In 1920 keerde hij terug naar Petrograd en ging hij werken bij het Fysisch-Technische Instituut van Petrograd, waarvan hij ook vicedirecteur werd. In 1921 trouwde hij met de filologe Maria Boreisje-Liverovski, die twee jaar later zou sterven. In 1923 trouwde hij met haar nicht Natalia Nikolajevna Boertseva. Ze kregen een zoon (Joeri Nikolajevitsj) en een dochter (Ljoedmila Nikolajevna).
In die periode ontdekte Semjonov samen met Pjotr Kapitsa een manier om het magnetisch veld van een atoomkern te meten (1922). Later werd de experimentele opzet verbeterd door Otto Stern en Walther Gerlach en kwam de meting bekend te staan als het Stern-Gerlach-experiment.
In 1925 bestudeerde Semjonov samen met Yakov Frenkel de kinetiek van de condensatie en adsorptie van damp en in 1927 deed hij onderzoek naar ionisatie in gassen en publiceerde hij een belangrijk boek: Chemistry of the Electron (Chemie van het Elektron). In 1928 stelde hij met Vladimir Fock een theorie op over ontladingen van diëlektrica.
Hij ging werken bij het Polytechnisch Instituut van Sint-Petersburg en werd in 1928 benoemd tot hoogleraar. In 1944 werd het Instituut verplaatst naar Moskou en werd hij ook hoogleraar aan de Staatsuniversiteit van Moskou. Hij was ook betrokken bij de oprichting van het Instituut voor Natuurkunde en Techniek van Moskou. 
Semjonovs verrichtingen op het gebied van het mechanisme van een chemische transformatie behelst een uitputtende analyse van de toepassing van de kettingtheorie op verschillende reacties (1934-1954) en, als belangrijkste, op verbrandingsprocessen. Hij stelde een theorie op over gedegenereerde aftakking, wat leidde tot een beter begrip van het verschijnsel dat geassocieerd wordt met de inductieperiodes van een oxidatieproces.
Onafhankelijk van Cyril Norman Hinshelwood vond hij een verklaring voor het verloop van chemische kettingreacties. Hiervoor ontving hij in 1956 samen met Hinshelwood de Nobelprijs voor de Scheikunde. Dit werk legde de basis voor de latere ontwikkeling van kunststoffen. Semjonov werd ook twee keer Held van de Socialistische Arbeid en ontving twee Stalinprijzen (1941 en 1949) en vijf Leninordes. In 1969 ontving hij van de toenmalige Academie van Wetenschappen van de USSR de Gouden Lomonosov-medaille.
1901: Van 't Hoff ·
1902: E. Fischer ·
1903: Arrhenius ·
1904: Ramsay ·
1905: Baeyer ·
1906: Moissan ·
1907: Buchner ·
1908: Rutherford ·
1909: Ostwald ·
1910: Wallach ·
1911: Curie ·
1912: Grignard, Sabatier ·
1913: Werner ·
1914: Richards ·
1915: Willstätter ·
1918: Haber ·
1920: Nernst ·
1921: Soddy ·
1922: Aston ·
1923: Pregl ·
1925: Zsigmondy ·
1926: Svedberg ·
1927: Wieland ·
1928: Windaus ·
1929: Harden, Euler-Chelpin ·
1930: H. Fischer · 
1931: Bosch, Bergius ·
1932: Langmuir ·
1934: Urey ·
1935: F. Joliot-Curie, I. Joliot-Curie ·
1936: Debye ·
1937: Haworth, Karrer ·
1938: Kuhn ·
1939: Butenandt, Ružička ·
1943: Hevesy · 
1944: Hahn ·
1945: Virtanen ·
1946: Sumner, Northrop, Stanley ·
1947: Robinson · 
1948: Tiselius · 
1949: Giauque ·
1950: Diels, Alder ·
1951: McMillan, Seaborg ·
1952: Martin, Synge ·
1953: Staudinger ·
1954: Pauling ·
1955: Vigneaud ·
1956: Hinshelwood, Semjonov ·
1957: Todd ·
1958: Sanger ·
1959: Heyrovský ·
1960: Libby ·
1961: Calvin ·
1962: Perutz, Kendrew ·
1963: Ziegler, Natta ·
1964: Hodgkin ·
1965: Woodward ·
1966: Mulliken ·
1967: Eigen, Norrish, Porter ·
1968: Onsager ·
1969: Barton, Hassel ·
1970: Leloir ·
1971: Herzberg ·
1972: Anfinsen, Moore, Stein · 
1973: E.O. Fischer, Wilkinson · 
1974: Flory ·
1975: Cornforth, Prelog ·
1976: Lipscomb ·
1977: Prigogine · 
1978: Mitchell ·
1979: Brown, Wittig ·
1980: Berg, Gilbert, Sanger ·
1981: Fukui, Hoffmann ·
1982: Klug ·
1983: Taube ·
1984: Merrifield ·
1985: Hauptman, Karle ·
1986: Herschbach, Lee, Polanyi ·
1987: Cram, Lehn, Pedersen ·
1988: Deisenhofer, Huber, Michel ·
1989: Altman, Cech ·
1990: Corey ·
1991: Ernst ·
1992: Marcus ·
1993: Mullis, Smith ·
1994: Olah ·
1995: Crutzen, Molina, Rowland ·
1996: Curl, Kroto, Smalley ·
1997: Boyer, Walker, Skou ·
1998: Kohn, Pople ·
1999: Zewail ·
2000: Heeger, MacDiarmid, Shirakawa ·
2001: Knowles, Noyori, Sharpless ·
2002: Fenn, Tanaka, Wüthrich ·
2003: Agre, MacKinnon ·
2004: Ciechanover, Hershko, Rose ·
2005: Grubbs, Schrock, Chauvin ·
2006: Kornberg ·
2007: Ertl ·
2008: Shimomura, Chalfie, Tsien ·
2009: Steitz, Yonath, Ramakrishnan ·
2010: Heck, Negishi, Suzuki ·
2011: Shechtman ·
2012: Kobilka, Lefkowitz ·
2013: Karplus, Levitt, Warshel ·
2014: Betzig, Hell, Moerner ·
2015: Lindahl, Modrich, Sancar ·
2016: Sauvage, Stoddart, Feringa ·
2017: Dubochet, Frank, Henderson · 
2018: Arnold, Winter, Smith ·   
2019: Goodenough, Whittingham, Yoshino ·
2020: Charpentier, Doudna ·
2021: List, MacMillan ·
2022: Bertozzi, Meldal, Sharpless ·
2023: Bawendi, Brus, Jekimov ·
2024: Baker, Hassabis, Jumper